# Dinh Q. Lê
Dinh Q. Lê, geboren als Lê Quang Đỉnh (Hà Tiên, 1968 – Ho Chi Minhstad, 6 april 2024), was een Vietnamees-Amerikaans kunstfotograaf. Hij is bekend geworden door zijn geweven fotografieën.
Zijn kunstwerken zijn te rekenen tot de installatiekunst en urban intervention; naast fotografieën maakte hij video's en beeldhouwkunst. Hij werkt zowel in Vietnam als Los Angeles.

## Leven

### Jeugd en studie
Na afloop van de Vietnamoorlog emigreerde Lê met zijn familie naar Los Angeles. Hij was toen tien jaar oud.
Tijdens zijn jeugd kreeg hij te maken met de Amerikaanse interpretatie van de oorlog zoals die gebracht werd in films uit Hollywood en door de media. Het jaar dat hij in de Verenigde Staten aankwam, werd bijvoorbeeld net de film Apocalypse Now van Francis Ford Coppola uitgebracht. De Amerikaanse weergave van de oorlog stond in schril contrast met zijn eigen ervaringen, omdat die vooral gericht was op de verwerking van het trauma dat de Amerikanen er zelf mee hadden.
Hij studeerde aan de Universiteit van Californië - Santa Barbara en behaalde daar zijn bachelorgraad in fotografie. Hij vervolgde zijn studie in New York, waar hij zijn mastergraad behaalde aan de School of Visual Arts.

### Carrière
Op zijn vijfentwintigste keerde hij naar Vietnam terug en ging hij op verder onderzoek uit naar de tweeslachtige realiteiten van zijn leven eerst in het oorlogsgebied Vietnam en daarna in de vredige omgeving in de Verenigde Staten. Hij ging in tweedehands winkels op zoek naar foto's uit zijn jeugd, maar vond van zijn eigen familie geen foto's terug. Wel trof hij een grote hoeveelheid ander fotomateriaal aan, waarmee in 1998 het werk Mot Coi Di Ve (Proberen de weg naar huis te vinden) samenstelde. Dit werk is een uitgebreide hangende presentatie van gelukkige momenten van mensen tijdens de Vietnamoorlog.
Hij richtte twee instellingen op, de Vietnamese Foundation for the Arts in Los Angeles en Sàn Art in Ho Chi Minhstad. Met het instituut in Los Angeles stimuleert hij uitwisseling en samenwerking, waarmee hij wil bereiken dat Vietnamese kunstenaars uit hun isolement gehaald worden. Sàn Art is een galerie die kunstenaars onderdak biedt, met een leeszaal en netwerkmogelijkheden. Ook organiseert ze lokaal en internationaal tentoonstellingen, lezingen, discussies en projecten.

## Werk
In zijn werk is de Vietnamoorlog een terugkerend thema. Hij doorbrak de situatie aan het begin van de 21e eeuw wanneer nog steeds weinig bekend was van de Vietnamese kijk op de gebeurtenissen van toen.
In 1998 presenteerde hij zijn project Damaged Gene dat bestaat uit een aantal kitscherige plastic beeldjes van Siamese tweelingen met blossen op de wangen. Hiermee verbeeldt hij het hoge aantal geboorteafwijkingen en Siamese tweelingen in het Vietnam van na de oorlog. Deze afwijkende geboortes worden geweten aan het massale gebruik van het ontbladeringsmiddel Agent Orange en andere chemicaliën.
In 2006 bracht hij South China Sea Pishkun uit, een indrukwekkende 3D-animatievideo waarin Amerikaanse helikopters zich in grote paniek uit de oorlog terugtrekken en massaal in de Zuid-Chinese Zee storten.

### Weeftechniek
Met name het in elkaar weven van foto's heeft Lê internationaal bekendheid opgeleverd. De techniek is afgeleid van de traditionele Vietnamese techniek van het weven van grasmatten en leerde hij tijdens zijn jeugd van zijn tante. Hierbij weefde hij op een vergelijkbare wijze strippen van foto's in een andere foto.
Deze fotokunstwerken bestaan uit verschillende lagen, waarbij de tweevoudige perceptie leidt tot gemengde gevoelens. In deze werken wordt vreugde en leed uit de Vietnamoorlog in elkaar verweven getoond. Toeschouwers hebben enige tijd nodig om de patronen langs te lopen en de ingewikkelde beeldcomposities te herkennen.
Met zijn surrealistische geheugenlandschappen maakte Lê een aangrijpende beeltenis van de schizofrene realiteiten waarin Vietnamese ballingen en migranten leven. Een voorbeeld van deze contrasten is zijn werk Waking Dreams, waarin hij schoonheid en verschrikking met elkaar mengde. Ook mengde hij oosterse en westerse culturen, huidige en historische werkelijkheden, en fictie en non-fictie.
Lê overleed op 6 april 2024 op 56-jarige leeftijd.

### Projecten
In de jaren negentig kwam Lê met vier openbare projecten:
- 1992: Accountability?, Creative Time, poster/postcard project, New York, Los Angeles en Washington
- 1993: Race, Gender, Sexuality, posterproject van de Painted Bride Gallery, Philadelphia
- 1995: Biography Memorial, organized by the Bronx Council on the Arts, Woodlawn Cemetery, The Bronx
- 1998: Damaged Gene, Ho Chi Minhstad, Vietnam, met steun van de Gunk Foundation

### Exposities
Lê exposeerde een groot aantal malen solo en samen met anderen. De volgende lijst is een weergave van zijn solo-exposities:
- 1990: Midtown Y Photography Gallery, New York
- 1991: Portraying a White God, Los Angeles Contemporary Exhibitions (LACE), Los Angeles
- 1992: Tyler School of Art Gallery, Elkins Park (Montgomery County)
- 1998: Splendor & Darkness, P.P.O.W., New York
- 1998: The Headless Buddha, Los Angeles Center for Photographic Studies
- 1999: Lotusland, Shoshana Wayne Gallery, Santa Monica
- 2000: Cambodia: Splendour and Darkness, Houston Center for Photography, Houston
- 2000: Cambodia: Splendour and Darkness, J. B. Speed Art Museum, Louisville
- 2000: Persistence of Memory, Elizabeth Leach Gallery, Portland
- 2000: Project 6 - Dinh Q. Lê, Pomona College Museum of Art, Claremont
- 2000: True Journey is Return, Montgomery Gallery, Pomona College, Claremont
- 2000: We Are Named, The Museum of Contemporary Art, Denver
- 2001: Persistence of Memory, Shoshana Wayne Gallery, Santa Monica
- 2001: Texture of Memory, Three River Art Festival, Pittsburgh

- 2001: The Texture of Memory, PPOW, New York
- 2001: We Are Named, The Center for Photography, Woodstock
- 2003: Elizabeth Leach Gallery, Portland
- 2003: From Vietnam to Hollywood, Shoshana Wayne Gallery, Santa Monica
- 2003: Qua Ben Nuoc Xua, Mai Gallery, Ho Chi Minhstad
- 2003: Waking Dreams, Elizabeth Leach Gallery, Portland
- 2004: From Vietnam to Hollywood, 10 Chancery Lane Gallery, Hongkong
- 2004: From Vietnam to Hollywood, P.P.O.W., New York
- 2004: Homecoming University Art Museum, Universiteit van Californië,
- 2004: Photology, Milaan
- 2004: Santa Barbara
- 2005: A Higher Plane, Asia Society, New York
- 2005: Vietnam: Destination For The New Millennium, Asia Society, New York
- 2006: Offerings, P.P.O.W., New York
- 2006: The Imaginary Country, Shoshana Wayne Gallery, Santa Monica
- 2007: A Tapestry of Memories: The Art of Dinh Q. Le, Bellevue Arts Museum, Bellevue

- 2007: After The War, San Diego State University
- 2007: From Father to Son: A Right of Passage, Elizabeth Leach Gallery, Portland
- 2008: A Quagmire This Time, Shoshana Wayne Gallery, Santa Monica
- 2008: After the War, San Diego State University Art Gallery, San Diego
- 2008: The Penal Colony, P.P.O.W Gallery, New York
- 2009: A Tapestry of Memories: The Art of Dinh Q. Le, Aidekman Arts Center, Tuft University, Medford
- 2009: A Tapestry of Memories: The Art of Dinh Q. Lê, Tufts University Art Gallery, Medford
- 2009: Dinh Q. Lê - 10 Chancery Lane Gallery, Hongkong
- 2009: Signs and Signals from the Periphery, Elizabeth Leach Gallery, Portland
- 2010: Elegles, P.P.O.W Gallery, New York
- 2010: Project 93: Dinh Q. Lê, Museum of Modern Art, New York
- 2010: Signs and Signals From the Periphery, Arizona State University Art Museum, Tempe
- 2010-2011: Scars & Other Remnants, Prins Claus Fonds Galerie, Amsterdam
- 2011: Anderson Gallery, Buffalo University, Buffalo

## Onderscheidingen
In 2010 ontving Lê een Prins Claus Prijs. De jury eert hem "voor zijn krachtige creatieve werk dat verschillende constructies van de werkelijkheid onderzoekt, voor de inspiratie en praktische kansen die hij jonge kunstenaars biedt, en voor zijn ondersteuning van de vrije meningsvorming en hedendaagse visuele uitingsvormen te midden van onverschilligheid en vijandigheid." Van 16 december 2010 tot 18 maart 2011 werd zijn werk tentoongesteld in de Prins Claus Fonds Galerie in Amsterdam. Lê werd daarnaast nog verschillende onderscheiden met kunstprijzen en fellowships:
- 1989 Juror's Award, Santa Barbara Art Association
- 1990/2: Full Tuition Scholarship, The School of Visual Arts, New York
- 1990: Prijs van de stad San Francisco
- 1990: Individual Artist Award, County of Santa Barbara Art Commission Photo Metro Fine Art
- 1990: University Art Affiliate Award, University of California, Santa Barbara
- 1992: Artist in Residence, Asian-American Arts Centre, New York
- 1992: Individual Fellowship, Art Matters Inc., New York
- 1992: Individual Photographer's Fellowship, Aaron Siskind Foundation
- 1992: Matching Grant, Professional Imaging, Eastman Kodak Company

- 1992: Polaroid 20" x 24" Grant, Polaroid
- 1992: Public Art Project Grant, Creative Time, New York
- 1993: Travel Pilot Grant, Arts International & National Endowment for the Arts
- 1994: National Endowment for the Arts, Fellowship in Photography
- 1994: The Dupont Fellowship, The Art Institute of Boston
- 1998: Public Project Grant, The Gunk Foundation
- 2009: Artist in Residence, Tokyo Wonder Site Aoyama, Tokio
- 2009: International Project Grant, Art Matters, New York
- 2010: Prins Claus Prijs, Prins Claus Fonds

- CiNii: DA15195300
- Gemeinsame Normdatei: 123228328
- International Standard Name Identifier: 0000 0000 8258 2489
- Library of Congress Control Number: nr98038820
- Bibliotheek van het Japanse parlement: 001228320
- Nationale Bibliotheek van Israël: 987007371197005171
- Nederlandse Thesaurus van Auteursnamen: 383051223
- PIC: 2885
- Réseau des bibliothèques de Suisse occidentale: 02-A023062178
- RKD-Nederlands Instituut voor Kunstgeschiedenis: 398520
- Système universitaire de documentation: 168637502
- Union List of Artist Names: 500125610
- Virtual International Authority File: 68846841